# Municipio de Mount Hermon
El municipio de Mount Hermon (en inglés: Mount Hermon Township) es un municipio ubicado en el  condado de Pasquotank en el estado estadounidense de Carolina del Norte. En el año 2010 tenía una población de 6.927 habitantes.

## Geografía
El municipio de Mount Hermon se encuentra ubicado en las coordenadas 36°16′19.56″N 76°16′24.77″O / 36.2721000, -76.2735472.